# Le Bachelier
Pour les articles homonymes, voir Bachelier.
Le Bachelier est un roman de Jules Vallès publié en 1881 chez Georges Charpentier. Son personnage principal est Jacques Vingtras. Il constitue le deuxième volet de la trilogie écrite par Vallès : L'Enfant - Le Bachelier - L'Insurgé.
Dans Le Bachelier, Vallès continue de raconter sa vie à travers celle du héros et narrateur Jacques Vingtras. Plus encore que dans L'Enfant, l'auteur confère jusqu'aux moindres détails touchants qu'il donne à voir une existence exclamative et discontinue (emploi des exclamations et des alinéas). Plus que le récit de sa vie, c'est la description de l'esprit dans lequel il a vécu, un esprit enthousiaste et naïf, qu'il offre au lecteur.

## Résumé
Jacques Vingtras amorce son engagement politique, entravé par ses déboires financiers, familiaux et sentimentaux. Il parle de sa volonté de défendre les pauvres. Il connaît ce qu'est la misère. Lui-même a longtemps été un pauvre, ayant du mal à se trouver un logement, devant travailler ardemment afin de vivre. C'est pourquoi il montre un intérêt pour le républicanisme et une opposition au bonapartisme et Napoléon III. Il tâte d'ailleurs du journalisme et met sa plume au service de ses idéaux.
Par ailleurs, ses parents se séparent du fait d'une liaison amoureuse du père. Le héros, lui, connaît une déception amoureuse : une femme plutôt bourgeoise, dont il était amoureux, s'est montrée dégoûtée par les pauvres, et il a alors cessé de l'aimer. Il relate aussi ses amitiés, dont une qui s'avère être assez complexe, celle avec Legrand (portrait de Poupart-Davyl, ami de Vallès). Ce dernier, né dans une famille catholique, n'a pas les mêmes opinions que le jeune héros résolument anticlérical. Dans le texte, Legrand dit à Vingtras : « Je crois à Celui d'en haut, tu crois à ceux d'en bas. » Le duel s'achève sur la défaite de Legrand, grièvement blessé, mais qui survivra. Le livre s'achève sur la mort du père de Vingtras, et la rencontre avec sa mère

## Style
« Quelqu'un crie : "Le comité des jeunes !" » (chapitre XI).
Dans cet exemple, le fait que ce soit quelqu'un qui crie, et non un personnage en particulier, donne un effet de flou à la narration. C'est la création d'un comité ; c'est l'esprit de révolte de l'époque. La narration a un but descriptif : la description de l'effervescence des jeunes gens. C'est l'objectif de ce roman autobiographique : faire ressentir autant que raconter.

## Dédicace
Comme dans les deux autres tomes de la trilogie, Jules Vallès place une dédicace :
« À ceux qui, nourris de grec et de latin, sont morts de faim, je dédie ce livre. »